# Lagerstroemia speciosa
O resedá-gigante (Lagerstroemia speciosa (L.) Pers.) é uma planta da família Lythraceae, do gênero Lagerstroemia. A árvore é nativa da região tropical da Índia e é cultivada como planta ornamental nos Estados Unidos.